# Chromogobius quadrivittatus
Chromogobius quadrivittatus är en fiskart som först beskrevs av Steindachner, 1863.  Chromogobius quadrivittatus ingår i släktet Chromogobius och familjen smörbultsfiskar. IUCN kategoriserar arten globalt som livskraftig. Inga underarter finns listade i Catalogue of Life.